# Léon Cassel
Pour les articles homonymes, voir Cassel.
Léon Cassel, né le 8 mai 1873 à Lille et mort 30 janvier 1961 à Paris, est un artiste peintre français.

## Biographie
Léon Louis Casel est le fils de Louis Casel, peintre décorateur, et de Marie Justine Leroux. Il est le cousin de Xavier Leroux.
À Lille, il est élève de Pharaon de Winter. C'est après avoir visité l'exposition universelle de 1879 avec sa mère que germe en lui l'idée de rejoindre la capitale.
À Paris dès 1882, il perfectionne son art auprès de Léon Bonnat et Auguste-Barthélemy Glaize puis devient membre de la Société des artistes français. Il expose au Salon dès 1903.
En 1910, en proposant au Salon Sortie de salut, Béguinage de Bruges, il obtient le prix Marie-Bashkirtseff.
Il tient son atelier boulevard du Montparnasse.
Fervent admirateur de Rembrandt et Vélasquez, il aime peindre des paysages, principalement la Belgique flamande, comme avec ses toiles de Dixmude et réalise également des portraits.
En 1922, il épouse Hélène Gabrielle Lebrun (1877-1962) à Paris.
Il meurt à son domicile du boulevard du Montparnasse le 30 janvier 1961, à l'âge de 87 ans.

## Œuvres en collection publique
- Portrait d'Adolphe Lacuzon, huile sur toile, musée des Beaux-Arts de Valenciennes[9].

## Illustrateur
- Léon Bocquet et Ernest Hosten, L'Agonie de Dixmude : épisodes de la bataille de l'Yser, illustrations de Léon Cassel, Paris, Tallandier, 1916, XVI-271 p.[10].